# Zschepkau

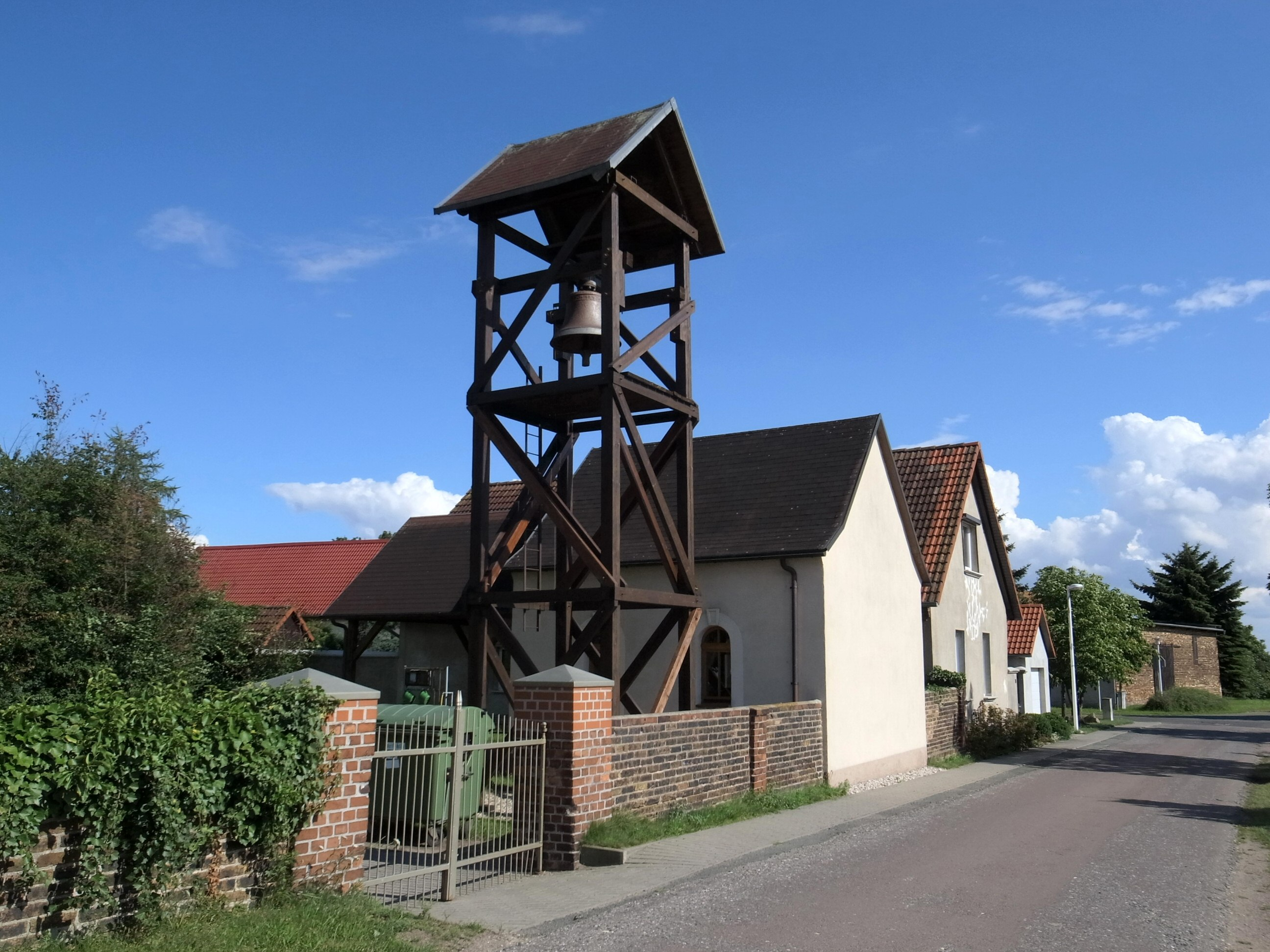
Glockenturm

Zschepkau ist ein Dorf im Landkreis Anhalt-Bitterfeld und Ortsteil von Bitterfeld-Wolfen.

## Lage
Zschepkau liegt zwischen Rödgen und Thalheim im Landkreis Anhalt-Bitterfeld, im Südosten des Bundeslandes Sachsen-Anhalt direkt an der Bundesautobahn 9.

## Einwohner
Die Einwohnerzahl liegt bei 127 (Stand: Juni 2017).

## Geschichte
Zschepkau wurde urkundlich das erste Mal im Jahr 1156 mit der Namensform Ceperhove erwähnt. Später wurde der Ort Ceperkowe und Zscheperkow geschrieben, der Name ist niedersorbischer Herkunft. Als Lehen war es den Gemeinden Löberitz und Reuden zugehörig. Der Ort gehörte bis 1815 zum kursächsischen Amt Zörbig. Durch die Beschlüsse des Wiener Kongresses kam er zu Preußen und wurde 1816 dem Kreis Bitterfeld im Regierungsbezirk Merseburg der Provinz Sachsen zugeteilt, zu dem er bis 1944 gehörte.
Im Zweiten Weltkrieg wurde Zschepkau arg in Mitleidenschaft gezogen. Kurz vor Kriegsende wurde der Schornstein der Schnapsbrennerei (im heutigen Brennereiweg) im dichten Nebel mit dem Kraftwerk Wolfen verwechselt. So wurden 104 amerikanische Bomben auf Zschepkau und die angrenzenden Felder geworfen.
Am 20. Juli 1950 wurde Zschepkau nach Rödgen eingemeindet. Vom 15. März 2004 bis zum 30. Juni 2007 gehörte das Dorf zur Stadt Wolfen. Im Zuge der Kreisgebietsreform 2007 und der damit einhergehenden Bildung der Stadt Bitterfeld-Wolfen wurde Zschepkau Teil dieser neuen Stadt.

## Vereinsleben
Es gibt den Hunde-Boxerclub Zschepkau e.V., den Feuerwehr-, Tanz- und Heimatverein (FTH) Zschepkau e.V., die Freiwillige Feuerwehr Zschepkau und den Frauenclub.

## Persönlichkeiten
- Hans Gottlob von Ludwiger (1685–1739), Pfänner der Stadt Halle (Saale), preußischer Kriegsrat, kursächsischer Hauptmann der Kavallerie und Rittergutsbesitzer